# Villa Ludovisi

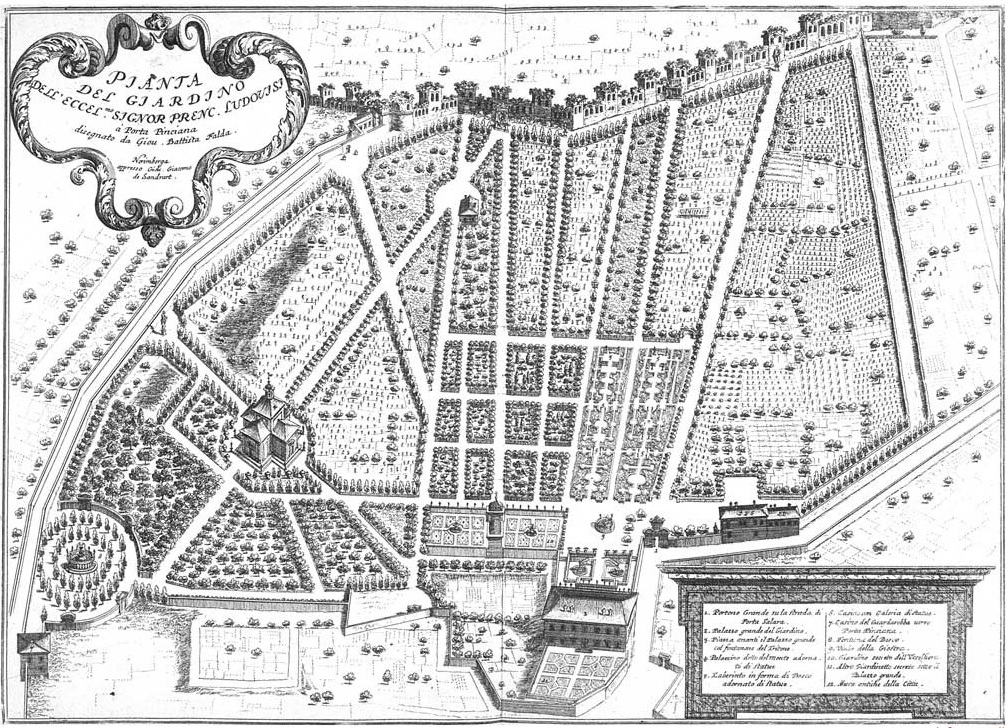
Mapa da Villa Ludovisi, por Giovanni Battista Falda (1683)

Villa Ludovisi era uma villa localizada na região do monte Pincio e em cujo terreno foi criado o moderno rione Ludovisi de Roma. No local originalmente ficavam os Jardins Salustianos da Roma Antiga, nas imediações da Porta Salaria. Da villa original restam apenas o Casino Ludovisi e parte do Casino Grande, o palácio original, atualmente incorporada ao Palazzo Margherita, a embaixada dos Estados Unidos na Itália.

## História e descrição
Esta villa foi criada pelo cardeal Ludovico Ludovisi, neto do papa Gregório XV, que adquiriu, em 1622, a villa Orsini de Giovanni Antonio Orsini, ampliando-a com diversas propriedades adjacentes, como a do cardealFrancesco Maria Del Monte. O resultado foi uma imensa propriedade de cerca de 30 hectares entre a Porta Pinciana e o Convento di Sant'Isidoro. Os edifícios da nova villa foram projetados por Domenichino.
O parque era repleto, além de estátuas e fontes, de várias ruínas romanas preexistentes: vinha da Villa Ludovisi (quando ainda era Villa Orsini) o Obelisco Lateranense, hoje na Piazza di San Giovanni in Laterano, por exemplo. Um dos atrativos da villa era a extraordinária coleção amealhada pelo cardeal: mais de 450 esplêndidas esculturas antigas, de proveniências distintas, que foram irrestritamente restauradas, um costume da época do qual participaram os maiores artistas que na época trabalhavam em Roma, como Alessandro Algardi, provavelmente Bernini e muitos outros. Contudo, por conta destas restaurações, ainda hoje é difícil reconstituir o aspecto original destas obras e de interpretar sua função. 

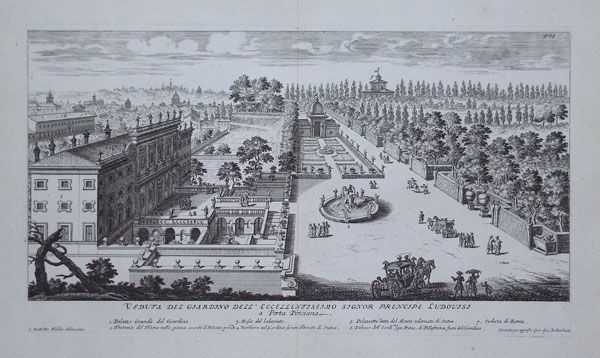
Gravura do jardim realizada por Giovanni Battista Falda em 1683.

A gravura do jardim realizada por Giovanni Battista Falda (1683) mostra uma curta avenida de acesso a partir de uma êxedra com árvores na Via di Porta Pinciana e avenidas flanqueadas por ciprestes centradas em cada uma das fachadas da villa principal e atravessando campos abertos, os caminhos que levavam tanto à villa quanto ao Casino dell'Aurora e convergindo nos portões da Muralha Aureliana, que formava a fronteira norte do jardim. Parterres de forma convencional, incluindo bosquets repletos de estátuas flanqueavam a avenida principal do Casino e havia um parterre isolado em nível mais baixo, apesar de estas características não estarem integradas num plano geral integrado (o nome do projetista de jardins André Le Nôtre passou, de forma otimista, a ser associado à Villa Ludovisi no século XIX).</ref>. As avenidas plantadas contrastando com a dramática muralha romana inspiraram Stendhal a declarar, em 1828, que os jardins da Villa Ludovisi estavam entre os mais belos do mundo.
Depois da morte do cardeal Ludovisi, sua villa alternou períodos de cuidado e abandono por parte dos próximos proprietários ao longo dos séculos. Os Boncompagni Ludovisi, herdeiros da propriedade, alugaram a villa, em 1872, para o rei Vittorio Emanuele II, que hospedou ali a sua amante, Rosa Vercellana. Foi numa das ausências dela que o escritor Henry James inspecionou a propriedade e pôde se dedicar integralmente a algumas de suas fantasias. Em seu livro "Portrait of Places" (1883), ele a descreveu da seguinte forma: "Certamente não há nada melhor em Roma e provavelmente nada tão belo... Há de tudo no interior: avenidas escuras esculpidas por séculos com tesouras, vales, clareiras, bosques...". Em 1843, foi descoberta na villa a base original do Obelisco Salustiano, que foi posicionada perto do portal de entrada.
Na época, Roma estava tomada por uma grande febre de novas construções e Don Rodolfo Boncompagni Ludovisi, o príncipe de Piombino, enfrentando sérias dificuldades financeiras, decidiu lotear toda a villa, da Fontana del Tritone, na Piazza Barberini, até a Villa Borghese. Apesar dos protestos, em 1886, sob os auspícios do prefeito de Roma, o duque Leopoldo Torlonia, ele firmou um acordo com a Società Generale Immobiliare (que teve, a partir daí até quase os nossos dias, uma relevante parcela de responsabilidade na especulação imobiliária de Roma) para o loteamento da villa, o que deu origem à Via Vittorio Veneto e ao novo rione que nasceu à sua volta, chamado Ludovisi. 
Não foi, porém, um caso isolado na febre que assolou aqueles anos, mas foi certamente o mais grave. Herman Grimm, um historiador da arte, descreveu assim em sua famosa obra "La distruzione di Roma" (trad. italiana, 1886): 
| “ | Prever que sob o novo Governo a villa pudesse ser destruída como ocorre atualmente, e suas árvores, os carvalhos, os pinheiros pudessem ser derrubados, como hoje são derrubados, teria sido certamente uma ofensa que nem mesmo o mais ferrenho inimigo da Itália teria ousado proferir, pois seria considerado uma imensa idiotice | ” |

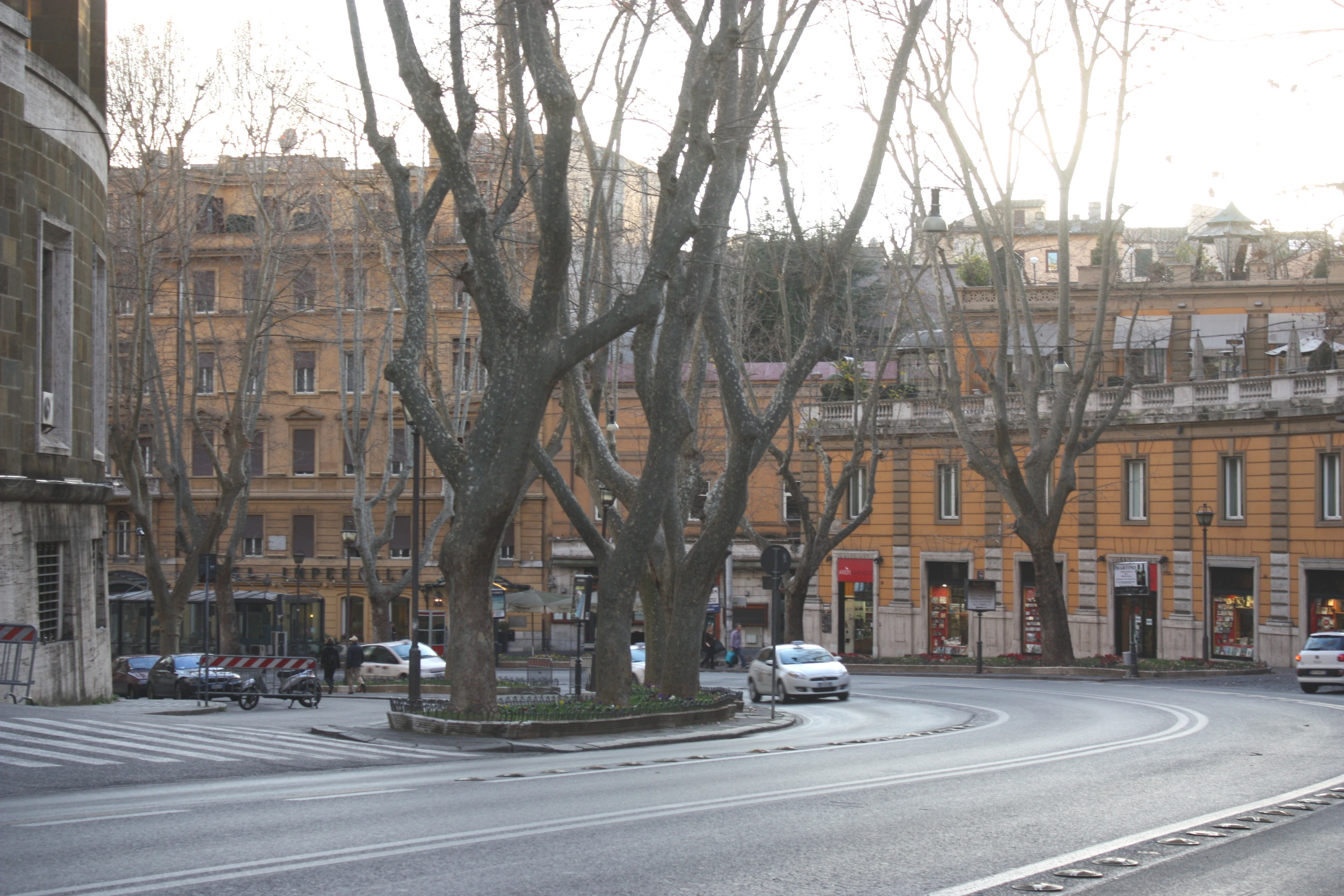
A sinuosa Via Vittorio Veneto, que recortou a villa durante as obras de construção do novo rione Ludovisi.

Não foram poupados nem os jardins e nem os palacetes, mas apenas parcialmente o palácio principal, conhecido como Casino Grande. Dos edifícios históricos da villa, cantada em verso e prosa por Goethe e Stendhal na época e cuja destruição provocou protestos de D'Annunzio e Rodolfo Lanciani, salvaram-se apenas um palacete (Casino) conhecido como Casino dell'Aurora por causa de um afresco de Guercino e a fachada e a escadaria do Casino Grande, hoje incorporados ao Palazzo Margherita, a sede da embaixada dos Estados Unidos na Itália, que não podem ser visitados e nem são visíveis da rua.  As esculturas foram dispersas, mas cerca de uma centena foi adquirida pelo estado italiano em 1901 e disposta no claustro menor do mosteiro de Santa Maria degli Angeli, a ambiciosa obra de Michelângelo no interior das Termas de Diocleciano. A coleção, conhecida como Coleção Ludovisi, está atualmente abrigada no Palazzo Altemps, a rica residência do cardeal austríaco Sittico Altemps inaugurada em 1480 perto da Piazza Navona. Durante as obras, em 1887, foi descoberto no local o Trono Ludovisi.
Um destino similar teve a vizinha Villa Massimo Colonna, destruída em 1923 para permitir a construção do Palazzo dell'INA a Sallustiano.